# Русско-византийская война (1043)
Ру́сско-византи́йская война́ 1043 го́да — морской поход в 1043 году русских войск под началом Владимира Ярославича (сына киевского князя Ярослава) на Константинополь. 
Поход завершился полной неудачей. Обильное применение греческого огня, а также разразившийся во время сражения шторм дали византийцам решающее преимущество. Буря разметала русский флот в разные стороны, погибло множество кораблей, до 6 тысяч воинов были убиты или попали в плен. Владимир был вынужден отступить. Однако к 1046 году был заключён мир, скреплённый браком князя Всеволода Ярославича (сына киевского великого князя) и дочери византийского императора Константина Мономаха.

## Предыстория
После взятия князем Владимиром Херсонеса в 989 году, его брака с византийской царевной Анной и Крещения Руси  Русь стала союзником Византии. На службе императоров постоянно находился русский корпус, самый многочисленный среди других воинских контингентов из чужеземцев. Не позже 1016 года возник русский монастырь на Афоне. В том же году византийцы совместно с братом Владимира Сфенгом подавляют восстание стратига Херсонеса Георгия Цула в Крыму.
Напряжённость в отношении между двумя государствами начинает проявляться после воцарения в июне 1042 года императора Константина Мономаха. Начало правления Константина отмечено мятежом войск под началом Георгия Маниака в Италии, известно, что под его началом сражались и русско-варяжские отряды. По версии академика Геннадия Литаврина Константин распускает военные отряды, пользовавшиеся особым расположением прежнего императора Михаила V, возможно пытается расформировать варяжско-русский корпус. Проявлением этого стало желание  известного викинга Харальда Сурового, представителя норвежской правящей династии, вернуться на родину. Однако Константин не только отказывает, но согласно сагам бросает Харальда в тюрьму. Тому удаётся бежать на родину через Русь, где княжил дружественный ему Ярослав. 
Возможно с этими же событиями  связано разорение пристани и складов русского монастыря на Афоне. 
Поводом к войне, по сообщению Скилицы, стало убийство на рынке Константинополя знатного русского купца («знатного скифа»). Император Константин отправил послов с извинениями, но их не приняли.
Михаил Пселл утверждает, что русы готовились к войне с Византией ещё при прежних императорах, но решили пойти в поход при воцарении Михаила V из-за извечной «злобы и ненависти к Ромейской державе». Однако Михаил правил всего 4 месяца, его сменил Константин:

«И варвары, хотя и не могли ни в чём упрекнуть нового царя, пошли на него войной без  всякого повода, чтобы только приготовления их не оказались напрасными».

## Ход военных действий
Ярослав I Мудрый послал в поход на ладьях войско под началом своего старшего сына Владимира, княжившего в Новгороде. Воеводами к нему приставил Вышату и Ивана Творимирича.
Скилица оценивает русское войско в 100 тыс. воинов, однако другой византийский историк XI века, Михаил Атталиат, указал численность русского флота в 400 кораблей. 
Константин узнал о предстоящем походе уже весной 1043 года и принял меры: выслал из Константинополя русских наёмников и купцов, а стратигу фемы Паристрион Катакалону Кекавмену поручил охранять западные берега Чёрного моря. В июне 1043 года флот князя Владимира прошёл Босфор и стал в одной из бухт Пропонтиды, недалеко от Константинополя.  По свидетельству Пселла русские вступили в переговоры, запросив по 1000 монет на корабль. По словам Скилицы император Константин Мономах первым начал переговоры, которые ни к чему не привели, так как русские запросили по 3 литры (почти 1 кг) золота  на воина.

### Сражение у маяка Искресту
Император собрал в одной гавани все военные корабли, оставшиеся после пожара 1040 года, и грузовые суда, посадив на них воинов и вооружив камнемётами и «греческим огнём». Русский флот выстроился в линию напротив греческого, большую часть дня стороны бездействовали. Император наблюдал за ходом действий с высокого холма с берега. По его команде бой начал Василий Феодорокан с 3 дромонами (с 2 по словам Пселла, лично наблюдавшего ход сражения). Русские ладьи окружили большие корабли византийцев: воины пытались продырявить корпуса триер копьями, греки метали в них копья и камни.

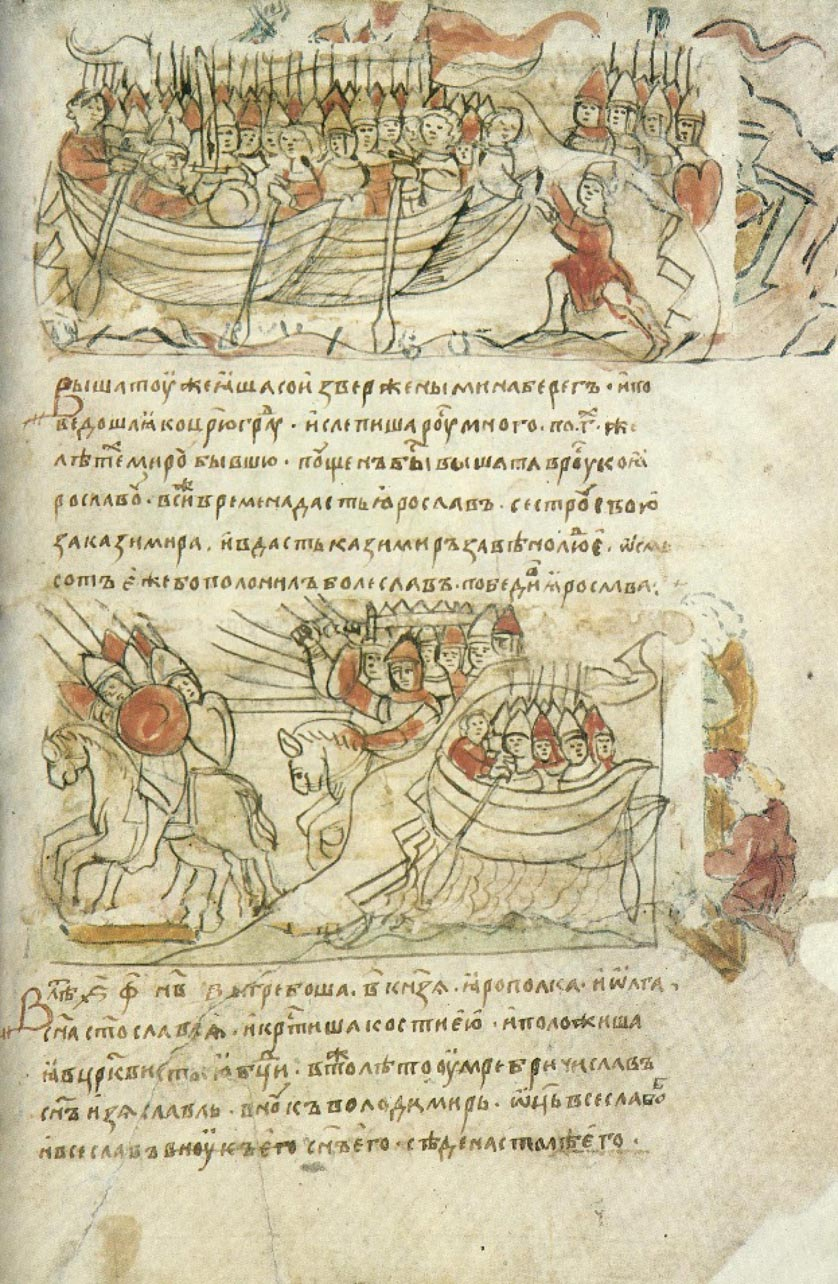
Радзивилловская летопись лист 187. Русско-византийская война 1043 года: «Вышату же схватили вместе с выброшенными на берег, и привели в Царьград, и ослепили много русских. Спустя три года, когда установился мир, отпущен был Вышата на Русь к Ярославу. В те времена выдал Ярослав сестру свою за Казимира, и отдал Казимир, вместо свадебного дара, восемьсот русских пленных, захваченных еще Болеславом, когда тот победил Ярослава. В год 6552 (1044). Выкопали из могил двух князей, Ярополка и Олега, сыновей Святослава, и окрестили кости их, и положили их в церкви святой Богородицы, В тот же год умер Брячислав, сын Изяслава, внук Владимира, отец Всеслава, и Всеслав, сын его, сел на столе его».

Когда византийцы применили «греческий огонь», русским нечего было им противопоставить. По словам Скилицы Василий Феодорокан сжёг семь русских кораблей и три потопил вместе с командой. Из гавани выступил основной флот византийцев. Ладьям пришлось отступить, не принимая боя. В этот момент разразилась буря, последствия которой описал Михаил Пселл:

«Одни корабли вздыбившиеся волны накрыли сразу, другие же долго ещё волокли по морю и потом бросили на скалы и на крутой берег; за  некоторыми из них пустились в погоню наши дромоны, одни челны они пустили под воду вместе с командой, а другие воины с дромон продырявили и полузатопленными доставили к ближайшему берегу. И устроили тогда варварам истинное кровопускание,  казалось, будто излившийся из рек поток крови окрасил море».

С бури начинает рассказ о неудачном походе «Повесть временных лет», умалчивая о произошедшем морском сражении. Восточный ветер выкинул на берег до 6 тысяч воинов, потерпел крушение и княжеский корабль. Князя Владимира принял к себе воевода Иван Творимирич, они с дружиной решили пробиваться домой морским путём. Воевода Вышата наоборот, высадился на берег к воинам со словами: «Если буду жив, то с ними, если погибну, то с дружиной».
Император послал в погоню за русскими 24 дромона. В одной из бухт Владимир атаковал преследователей и разбил их, возможно во время береговой стоянки, после чего благополучно вернулся в Киев. Группа из 6 тысяч воинов Вышаты, пробивавшаяся на Русь пешком вдоль побережья Чёрного моря, была настигнута и уничтожена около Варны войсками стратига Катакалона Кекавмена. Вышата вместе с 800 воинами попал в плен. Почти все пленники были ослеплены.

## Заключение мира
Мир был заключён через три года, согласно ПВЛ, то есть в 1046 году. Воевода Вышата был отпущен и вернулся в Киев, ущерб монастырю в Афоне возмещён. Заинтересованность Византии в мире была вызвана новой угрозой её северным границам. С конца 1045 года печенеги стали совершать набеги на болгарские владения империи.
Русь снова становилась союзником Византии,  уже в 1047 году русские отряды сражались в составе её армии против мятежника Льва Торника. Более того, вскоре союз был скреплён браком князя Всеволода Ярославича с византийской царевной, которую русские летописи называют дочерью императора Константина Мономаха (см. Мономахиня). Брак значительно повысил престиж Древнерусской державы: после этого великий князь Ярослав сватает своих дочерей за европейских монархов, а сам принимает брачные посольства.

## Версия о продолжении войны в Крыму
Известный историк древнерусского искусства Вера Брюсова предположила, что было продолжение кампании в 1044 году, в ходе которой русскими был взят греческий Херсонес (Корсунь), и что именно это и заставило империю пойти на уступки. В пользу своей гипотезы Брюсова приводит следующие аргументы:
- По сообщению епископа Шалонского Роже, побывавшего в Киеве в 1049, Ярослав рассказал ему, что он лично перенёс мощи св. Климента и Фива из Херсонеса в свою столицу. Мощи могли быть взяты только в качестве военного трофея.

Данное свидетельство противоречит сообщению ПВЛ о захвате этих мощей в Херсонесе князем Владимиром Крестителем в 988 году. Нахождение мощей Климента в Киеве подтвердил хронист Титмар Мерзебургский, умерший в 1018 году.
- В Киеве при Ярославе появляется множество предметов круга памятников искусства Причерноморья. В Новгороде до наших дней сохранилось большое количество «Корсунских древностей»: врата, украшающие вход в Рождественский придел Софийского собора и орнаментованные мотивом процветшего креста (характерен для Херсонесского искусства), иконы Корсунской Богоматери, «Пётр и Павел», «Спас Златая Риза». Все они византийского происхождения и относятся в XI веку. В XVI—XVII веках в Новгороде существовала легенда, что Корсунские древности привезены новгородцами в качестве трофеев из Херсонеса. Софийский собор был заложен в 1045 году, что связывается с победой в 1044 году и для размещения добытых церковных ценностей.

Так называемые «Корсунские врата» изготовлены в Магдебурге в 1153 году и предназначались для собора Успения Приснодевы Марии в Плоцке. В. В. Мавродин считает, что ворота были взяты новгородцами в походе 1187 года на шведскую Сигтуну. А. Поппе предположил, что «Предания о корсунских древностях» должны были укрепить позицию новгородских владык в русской церковной иерархии.
- В Софийской летописи, Новгородской IV и близких к ним рассказ о походе 1043 года начинается словами «паки» («снова») или присутствует две одинаковых записи о нём. Брюсова допускает, что «снова» относилось к повторному походу 1044 года, упоминание о котором было убрано переписчиком.

- По мнению Брюсовой, невозможно было заключить в 1046 году мирный договор с Византией и затем династический брак с дочерью Константина Мономаха без решительной военной победы. Отсутствие каких-либо упоминаний в источниках о 2-м походе Брюсова объясняет конфликтом княжеских интересов, будто бы другие князья были не заинтересованы в упоминании победы Владимира Ярославича над греками. Также Брюсова предполагает смешивание в сознании летописцев личности Владимира Ярославича с более известными князьями Владимиром Крестителем, совершившим поход в 989 году на Корсунь, и Владимиром Мономахом.

### Тексты первоисточников
- Повесть временных лет в переводе Д. С. Лихачева (см. 1043 год).
- Михаил Пселл. Хронография / Перевод и прим. Любарского Я. Н. — М.: Наука, 1978. Зоя и Феодора. Константин IX